# Military History Matters
Military History Matters est un magazine bimensuel d'histoire militaire, publié par Current Publishing (en).
Le magazine a été créé en octobre 2010 sous le nom de Military Times et est devenu le Military History Monthly en novembre 2011. Il a reçu son titre actuel en janvier 2019.

## Histoire
Le premier numéro de Military History Matters a été publié en octobre 2010 pour coïncider avec le 70e anniversaire de la bataille d'Angleterre,. Le magazine est édité par Neil Faulkner. Il couvre tous les aspects de l'histoire militaire, des batailles du monde antique aux conflits plus récents en Irak et en Afghanistan,.
Pour célébrer son 50e numéro en novembre 2014, et à l'occasion du centenaire de la Première Guerre mondiale, le Military History Monthly et le Royal United Services Institute ont réuni quatre experts en histoire militaire pour The Great War Debate. Parmi les intervenants figurait l'homme politique et auteur Patrick Mercer (en).